# Neoblasta sublimbata
Neoblasta sublimbata är en fjärilsart som beskrevs av Paul Dognin 1911. Neoblasta sublimbata ingår i släktet Neoblasta och familjen mätare. Inga underarter finns listade i Catalogue of Life.